# 中国民主同盟广东省委员会
中国民主同盟广东省委员会，简称民盟广东省委，是中国民主同盟在广东省的地方组织。

## 历届委员会

### 第十五届
- 任期：
- 主任委员：王学成
- 副主任委员：卢传坚、吴以环、程昆（专职）、王雪华、李丽娟、邓文基、张志兵、汪华侨